# LOVE BRACE (單曲)
《LOVE BRACE》為日本女歌手華原朋美的第4張單曲，為自同名專輯《LOVE BRACE》抽取發行的後發單曲，由小室哲哉所製作。

## 說明
- 抽取自同名專輯的單曲。B面曲〈MOONLIGHT〉同樣為取自同一專輯之歌曲。

## 收錄歌曲
全碟作詞・作曲・編曲：小室哲哉（曲目2作詞為小室哲哉&華原朋美）
1. LOVE BRACE
2. MOONLIGHT
3. LOVE BRACE [original karaoke]